# Бурдалыкский район
Бурдалыкский район — единица административного деления Туркменской ССР, существовавшая с января 1925 года по декабрь 1955 года.

## История
Бурдалыкский район был образован в январе 1925 года в составе Ленинского округа.
В мае 1927 года Ленинский округ был переименован в Чарджуйский.
В сентябре 1930 года Чарджуйский округ был упразднён и район перешёл в прямое подчинение Туркменской ССР.
В феврале 1933 года Бурдалыкский район вошёл в состав Керкинского округа.
В ноябре 1939 года, в связи с вводом в Туркменской ССР областного деления, Бурдалыкский район вошёл в состав Чарджоуской области.
В декабре 1943 года Бурдалыкский район отошёл к новообразованной Керкинской области.
В январе 1947 года Керкинская область была упразднена и Бурдалыкский район вновь вошёл в состав Чарджоуской области.
В 1949 году район делился на 4 сельсовета: Бурдалык, им. Калинина, Култак, Чекич.
В декабре 1955 Бурдалыкский район был упразднён.